# Rho Aquarii
Rho Aquarii (46 Aquarii) é uma estrela na direção da constelação de Aquarius. Possui uma ascensão reta de 22h 20m 11.91s e uma declinação de −07° 49′ 16.0″. Sua magnitude aparente é igual a 5.35. Considerando sua distância de 743 anos-luz em relação à Terra, sua magnitude absoluta é igual a −1.44. Pertence à classe espectral B8IIIMNp....